# Paolo Banchero
Paolo Napoleon James Banchero (Seattle, 12 novembre 2002) è un cestista statunitense con cittadinanza italiana professionista nella NBA con gli Orlando Magic.
È stato selezionato come prima scelta assoluta al Draft NBA 2022.
Al college ha giocato con i Duke Blue Devils e dopo la stagione 2021-2022 è stato nominato rookie dell'anno della ACC.

## Biografia
Figlio della ex cestista WNBA Rhonda Smith e di Mario Banchero, italo-americano di origini liguri (del comune di Valbrevenna), i genitori si conobbero mentre frequentavano l'Università del Washington.
Era già alto 91 centimetri a 15 mesi di età. Nella sua infanzia ha giocato principalmente a basket e football, prendendo anche parte in alcune attività di atletica. È cresciuto giocando a basket al Rotary Boys and Girls Club di Seattle, ispirato dalla madre, cestista professionista. A 12 anni, in un solo anno, è cresciuto di 10 centimetri raggiungendo l'altezza di 196 centimetri.
Nel febbraio 2020 ha ottenuto la cittadinanza italiana tramite ius sanguinis, permettendogli di poter rappresentare l'Italia nelle competizioni internazionali FIBA.
Nel giugno 2023 ha però deciso di rappresentare durante i mondiali 2023 di basket nelle Filippine da professionista la nazionale USA, avvisando della sua decisione tramite i social media.

## Carriera

### High school
Frequenta la O'Dea High School di Seattle. Nel suo primo anno giocava sia a football (come quarterback di riserva della squadra, vincitrice del titolo statale) sia a basket. Da freshman, realizza 14,1 punti e 10,2 rimbalzi di media a partita. Nella sua stagione da sophomore, tiene le medie di 18,2 punti, 10,3 rimbalzi e 4,3 assist a partita, guidando la squadra al titolo statale di Class 3A, venendo anche nominato MVP. Da junior, viene nominato Gatorade Player of the Year nello stato del Washington e junior dell'anno a livello nazionale da MaxPreps. Da senior viene convocato per il McDonald's All American Classic, per il Jordan Brand Classic e per il Nike Hoop Summit.

### College
Banchero una volta completato il suo percorso in High School è stato nominato "candidato a cinque stelle" e indicato come uno dei "migliori giocatori della classe 2021". Nonostante avesse ricevuto offerte dai migliori programmi della NCAA, Division I, tra cui l'Università Duke e Università del Kentucky, la maggior parte degli analisti di reclutamento aveva previsto che si sarebbe impegnato con Washington. Nonostante le previsioni, il 20 agosto 2020 Banchero si è impegnato a giocare a basket per l'Università Duke.
Debutta con la maglia dei Blue Devils il 9 novembre 2021, realizzando 22 punti nella vittoria contro Kentucky. Al termine della stagione regolare viene nominato Rookie dell'anno nella ACC, venendo anche incluso nel primo quintetto della conference e nel terzo quintetto All-American. Banchero guida Duke fino alla Final Four del torneo NCAA, dove i Blue Devils vengono sconfitti dai rivali di North Carolina. Per le ottime prestazioni, viene comunque incluso nel miglior quintetto della manifestazione, unico giocatore a non aver partecipato alla finale nazionale. Chiude la stagione con 17,2 punti, 7,8 rimbalzi e 3,2 assist di media a partita.
Il 20 aprile, considerato all'unanimità come uno dei tre migliori giocatori della classe, decide di rendersi eleggibile per il Draft NBA.

### NBA

#### Orlando Magic (2022-)
Nonostante le previsioni degli esperti vedessero Jabari Smith Jr. come favorito, il 23 giugno 2022 viene scelto dagli Orlando Magic con la 1ª scelta assoluta al Draft NBA 2022.
Il 19 ottobre fa il suo esordio in NBA contro i Detroit Pistons, mettendo a referto 27 punti, 9 rimbalzi e 5 assist, primo rookie a segnare almeno 25 punti, 5 assist e 5 rimbalzi al debutto dai tempi di LeBron James. Nelle prime quattro partite da professionista ha sempre fatto mettere a referto almeno 20 punti, diventando la terza prima scelta assoluta a riuscirci nella storia della NBA dopo Elvin Hayes e Oscar Robertson.
Il 1º dicembre nella partita contro gli Atlanta Hawks mette a segno altri 20 punti, arrivando così a 340 totali e diventando il giocatore a segnare più punti dopo 15 partite con gli Orlando Magic, record prima detenuto da Shaquille O'Neal a quota 338. A fine stagione vince il premio Rookie of the Year.

## Vita privata
Ha un cugino, Chris, anch'esso cestista, professionista nella PBA con i Meralco Bolts.

## Statistiche

### NCAA
| Anno      | Squadra          | PG | PT | MP   | TC%  | 3P%  | TL%  | RP  | AP  | PRP | SP  | PP   |
| --------- | ---------------- | -- | -- | ---- | ---- | ---- | ---- | --- | --- | --- | --- | ---- |
| 2021-2022 | Duke Blue Devils | 39 | 39 | 33,0 | 47,8 | 33,8 | 72,9 | 7,8 | 3,2 | 1,1 | 0,9 | 17,2 |
| Carriera  | Carriera         | 39 | 39 | 33,0 | 47,8 | 33,8 | 72,9 | 7,8 | 3,2 | 1,1 | 0,9 | 17,2 |

#### Massimi in carriera
- Massimo di punti: 28 vs Citadel (22 novembre 2021)[26]
- Massimo di rimbalzi: 15 vs Louisville (29 gennaio 2022)
- Massimo di assist: 9 vs Syracuse (26 febbraio 2022)
- Massimo di palle rubate: 5 vs Syracuse (10 marzo 2022)
- Massimo di stoppate: 3 (2 volte)
- Massimo di minuti giocati: 42 vs Florida State (18 gennaio 2022)

### NBA

#### Regular season
| Anno      | Squadra       | PG  | PT  | MP   | TC%  | 3P%  | TL%  | RP  | AP  | PRP | SP  | PP   |
| --------- | ------------- | --- | --- | ---- | ---- | ---- | ---- | --- | --- | --- | --- | ---- |
| 2022-2023 | Orlando Magic | 72  | 72  | 33,8 | 42,7 | 29,8 | 73,8 | 6,9 | 3,7 | 0,8 | 0,5 | 20,0 |
| 2023-2024 | Orlando Magic | 80  | 80  | 35,0 | 45,5 | 33,9 | 72,5 | 6,9 | 5,4 | 0,9 | 0,6 | 22,6 |
| 2024-2025 | Orlando Magic | 46  | 46  | 34,4 | 45,2 | 32,0 | 72,7 | 7,5 | 4,8 | 0,8 | 0,6 | 25,9 |
| Carriera  | Carriera      | 198 | 198 | 34,4 | 44,5 | 32,0 | 73,0 | 7,1 | 4,6 | 0,8 | 0,6 | 22,4 |
| All-Star  | All-Star      | 1   | 0   | 19,0 | 33,3 | 0,0  | -    | 9,0 | 5,0 | 0,0 | 0,0 | 6,0  |

#### Playoffs
| Anno     | Squadra       | PG | PT | MP   | TC%  | 3P%  | TL%  | RP  | AP  | PRP | SP  | PP   |
| -------- | ------------- | -- | -- | ---- | ---- | ---- | ---- | --- | --- | --- | --- | ---- |
| 2024     | Orlando Magic | 7  | 7  | 37,4 | 45,6 | 40,0 | 75,5 | 8,6 | 4,0 | 1,1 | 0,6 | 27,0 |
| 2025     | Orlando Magic | 5  | 5  | 39,4 | 43,5 | 44,4 | 65,9 | 8,4 | 4,2 | 0,6 | 0,8 | 29,4 |
| Carriera | Carriera      | 12 | 12 | 38,3 | 44,7 | 41,8 | 71,1 | 8,5 | 4,1 | 0,9 | 0,7 | 28,0 |

#### Massimi in carriera
- Massimo di punti: 50 vs Indiana Pacers (29 ottobre 2024)[27]
- Massimo di rimbalzi: 16 vs Sacramento Kings (5 novembre 2022)
- Massimo di assist: 11 vs New Orleans Pelicans (21 marzo 2024)
- Massimo di palle rubate: 3 (2 volte)
- Massimo di stoppate: 4 vs Memphis Grizzlies (30 marzo 2024)
- Massimo di minuti giocati: 43 vs Miami Heat (11 marzo 2023)

### Cronologia presenze e punti in Nazionale
| Cronologia completa delle presenze e dei punti in Nazionale - Stati Uniti | Cronologia completa delle presenze e dei punti in Nazionale - Stati Uniti | Cronologia completa delle presenze e dei punti in Nazionale - Stati Uniti | Cronologia completa delle presenze e dei punti in Nazionale - Stati Uniti | Cronologia completa delle presenze e dei punti in Nazionale - Stati Uniti | Cronologia completa delle presenze e dei punti in Nazionale - Stati Uniti | Cronologia completa delle presenze e dei punti in Nazionale - Stati Uniti | Cronologia completa delle presenze e dei punti in Nazionale - Stati Uniti |
| Data                                                                      | Città                                                                     | In casa                                                                   | Risultato                                                                 | Ospiti                                                                    | Competizione                                                              | Punti                                                                     | Note                                                                      |
| ------------------------------------------------------------------------- | ------------------------------------------------------------------------- | ------------------------------------------------------------------------- | ------------------------------------------------------------------------- | ------------------------------------------------------------------------- | ------------------------------------------------------------------------- | ------------------------------------------------------------------------- | ------------------------------------------------------------------------- |
| 07/08/2023                                                                | Las Vegas                                                                 | Stati Uniti                                                               | 117 - 74                                                                  | Porto Rico                                                                | Torneo amichevole                                                         | 7                                                                         | [ 28 ]                                                                    |
| 12/08/2023                                                                | Malaga                                                                    | Slovenia                                                                  | 62 - 92                                                                   | Stati Uniti                                                               | Torneo amichevole                                                         | 8                                                                         | [ 29 ]                                                                    |
| 13/08/2023                                                                | Malaga                                                                    | Stati Uniti                                                               | 98 - 88                                                                   | Spagna                                                                    | Torneo amichevole                                                         | 3                                                                         | [ 30 ]                                                                    |
| 18/08/2023                                                                | Abu Dhabi                                                                 | Stati Uniti                                                               | 108 - 86                                                                  | Grecia                                                                    | Torneo amichevole                                                         | 2                                                                         | [ 31 ]                                                                    |
| 20/08/2023                                                                | Abu Dhabi                                                                 | Stati Uniti                                                               | 99 - 91                                                                   | Germania                                                                  | Torneo amichevole                                                         | 6                                                                         | [ 32 ]                                                                    |
| 26/08/2023                                                                | Pasay                                                                     | Stati Uniti                                                               | 99 - 72                                                                   | Nuova Zelanda                                                             | Mondiali 2023 - 1ª fase a gironi                                          | 21                                                                        |                                                                           |
| 28/08/2023                                                                | Pasay                                                                     | Stati Uniti                                                               | 109 - 81                                                                  | Grecia                                                                    | Mondiali 2023 - 1ª fase a gironi                                          | 8                                                                         |                                                                           |
| 30/08/2023                                                                | Pasay                                                                     | Stati Uniti                                                               | 110 - 62                                                                  | Giordania                                                                 | Mondiali 2023 - 1ª fase a gironi                                          | 8                                                                         |                                                                           |
| 01/09/2023                                                                | Pasay                                                                     | Stati Uniti                                                               | 85 - 73                                                                   | Montenegro                                                                | Mondiali 2023 - 2ª fase a gironi                                          | 8                                                                         |                                                                           |
| 03/09/2023                                                                | Pasay                                                                     | Stati Uniti                                                               | 104 - 110                                                                 | Lituania                                                                  | Mondiali 2023 - 2ª fase a gironi                                          | 6                                                                         |                                                                           |
| 05/09/2023                                                                | Pasay                                                                     | Stati Uniti                                                               | 100 - 63                                                                  | Italia                                                                    | Mondiali 2023 - Quarti di finale                                          | 8                                                                         |                                                                           |
| 08/09/2023                                                                | Pasay                                                                     | Stati Uniti                                                               | 111 - 113                                                                 | Germania                                                                  | Mondiali 2023 - Semifinale                                                | 6                                                                         |                                                                           |
| Totale                                                                    |                                                                           | Presenze                                                                  | 12                                                                        |                                                                           | Punti                                                                     | 91                                                                        |                                                                           |

## Palmarès

### Individuale

#### High school
- Washington Class 3A Tournament MVP (2019)
- Washington Gatorade Player of the Year (2020)
- MaxPreps National Junior of the Year (2020)
- MaxPreps Junior All-American First Team (2020)
- McDonald's All-American Game (2021)
- Jordan Brand Classic (2021)
- Nike Hoop Summit (2021)

#### NCAA
- ACC Freshman of the Year (2022)
- ACC First Team All-Rookie (2022)
- All-ACC First Team (2022)
- All-American Third Team (2022)
- NCAA All-Tournament Team (2022)

#### NBA
- NBA All-Star Game (2024)
- NBA Rookie of the Year (2023)
- NBA All-Rookie First Team (2023)